# Trashigang
Trashigang (Dzongkha: བཀྲ་ཤིས་སྒང་།), o Tashigang, es una ciudad al este de Bután y la capital del Distrito de Trashigang.
La localidad se ubica en el lado este del valle sobre el río Drangme Chhu, justo al sur de donde está unido por el río Gamri. Trashigang es una zona de paso de la carretera principal que se dirige a Phuntsholing, en el suroeste del país.

## Historia

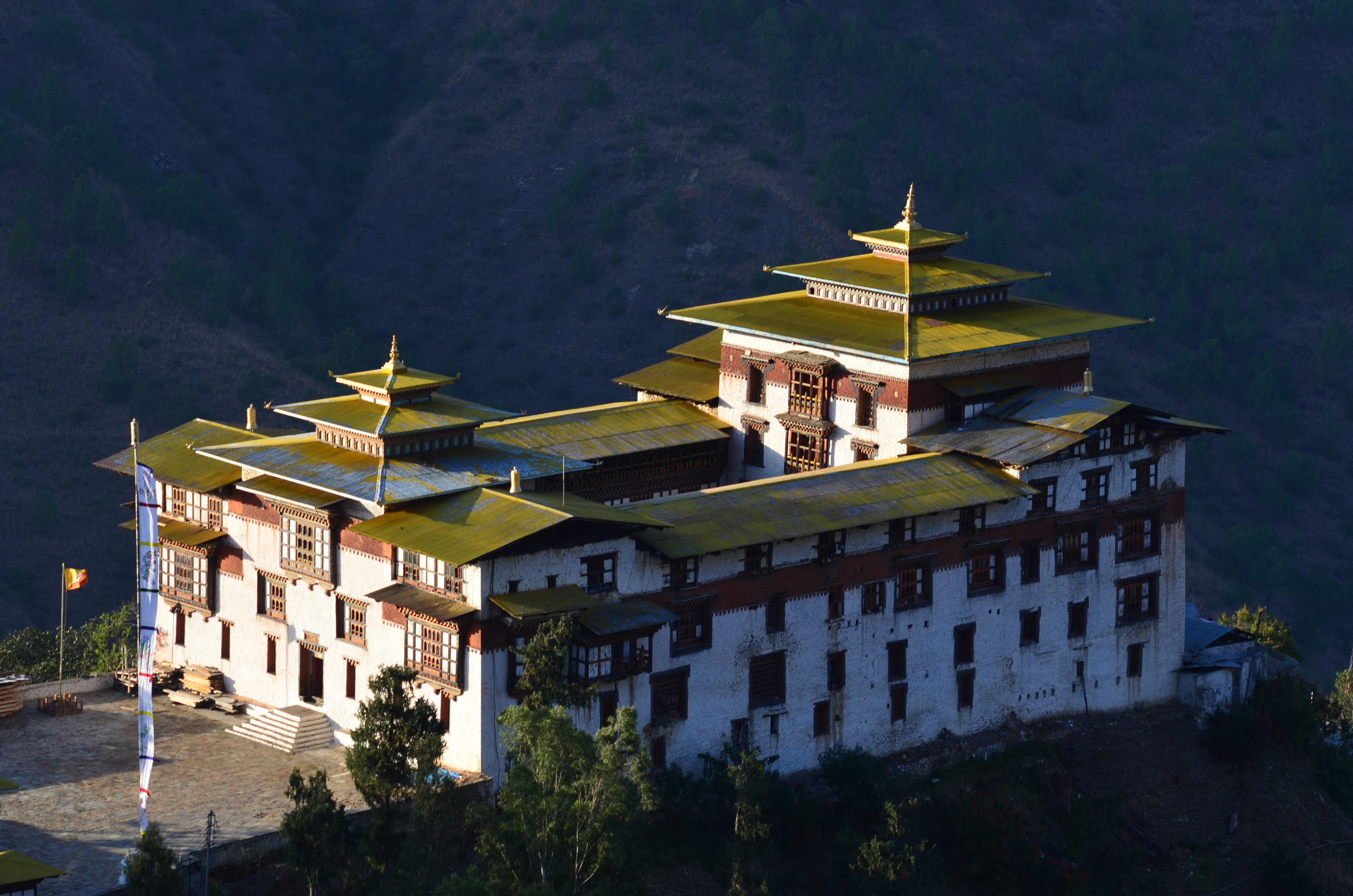
El Dzong de Trashigang.

La fortaleza de la ciudad, el dzong de Trashigang, fue construida en 1659 por el Penlop de Trongsa Minjur Tenpa y sirvió durante siglos como una sede administrativa y monasterio, aunque las oficinas de gobierno fueron mayoritariamente reubicadas en 2011. En octubre del 2011, el dzong, bajo renovación desde 2007, estuvo al borde del colapso. Aun así, en 2012 el dzong era todavía utilizado para el festival religioso anual de la ciudad, llamado tsechu.

## Administración

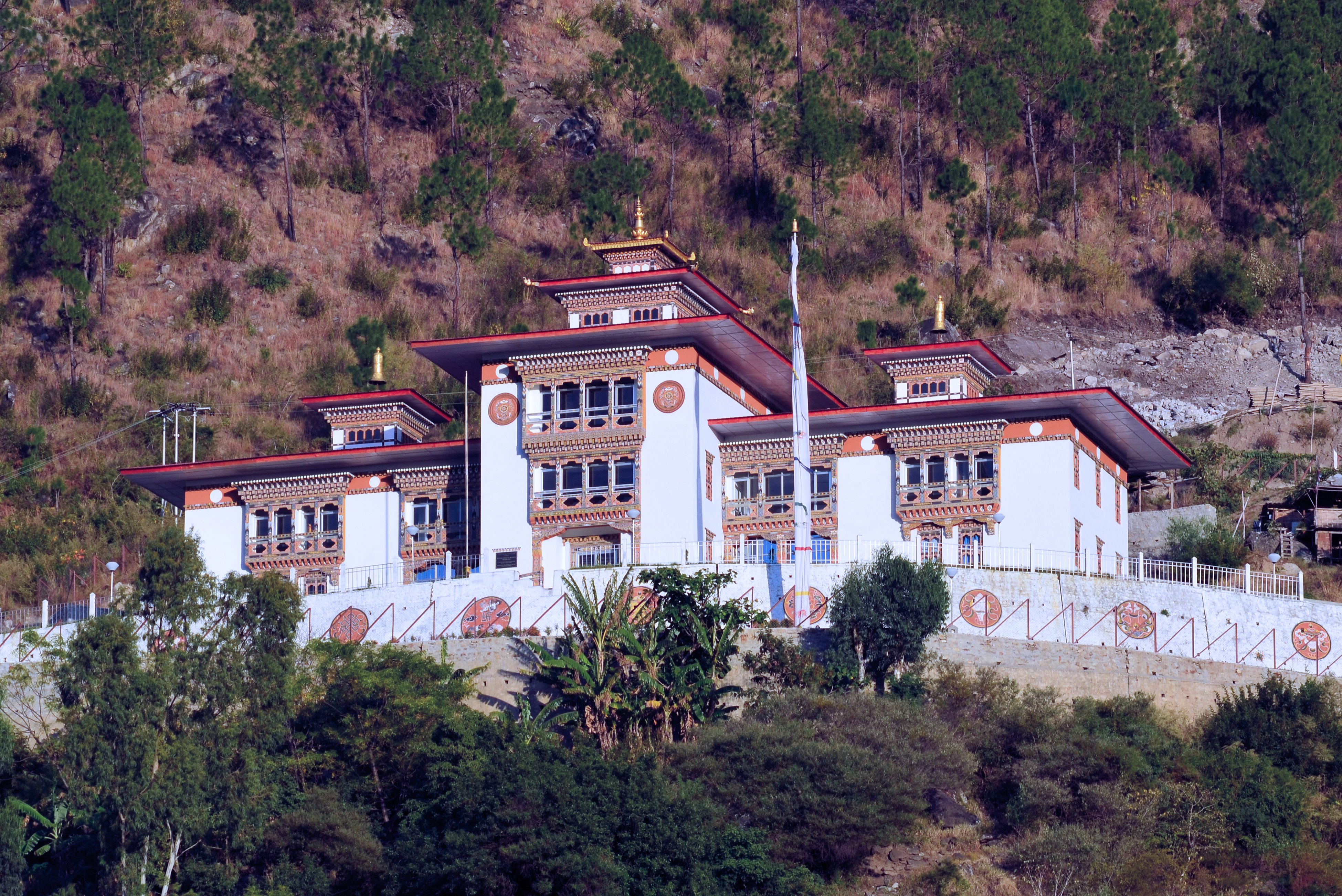
Tribunal de distrito de Tashigang.

Trashigang uno de los distritos más grandes de Bután. Tiene tres subdistritos y quince gewogs (condados). La universidad de Sherubste fue la primera acreditada en el país. Fue fundada en 1966 por un grupo de jesuitas bajo la jefatura de William Mackey. En 2003, comenzó a formar parte del sistema de Universidades reales de Bután.
Rangjung, Kanglung y Wamrong son algunas de las ciudades importantes del distrito de Trashigang.

## Demografía

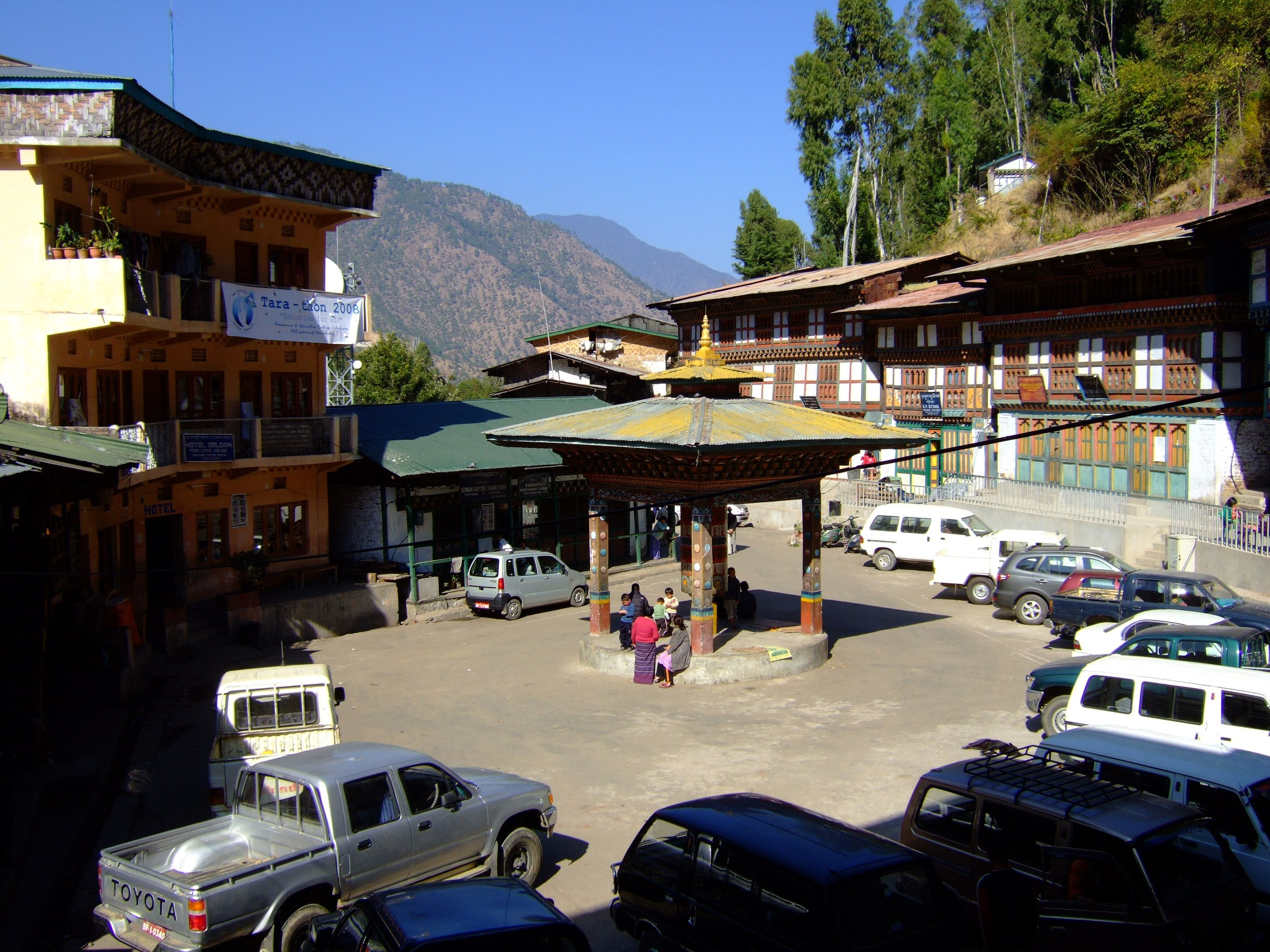
Centro de la ciudad (2008).

La población de Trashigang ronda de forma aproximada los 2383 habitantes, según un censo de 2005. A su vez, en 2017 contaba con 3037 habitantes.

## Transporte
Trashigang está conectado por el Aeropuerto de Yonphula, que se encuentra a una hora en coche de la ciudad.